# 罗德岛大道
罗德岛大道（Rhode Island Avenue）是华盛顿哥伦比亚特区西北区和东北区，以及首都近郊马里兰州乔治王子县的一条对角线大道。罗得岛大道平行于纽约大道，是朗方首都规划中原定的街道之一。今天，它是一个主要的通勤路线。
罗得岛大道的西部终点在华盛顿市中心，康涅狄格大道和M街路口。天主教圣玛窦主教座堂就在路口以东的罗得岛大道。主教座堂东侧，在斯科特圆环，罗得岛大道与马萨诸塞大道和16街交汇。然后继续向东，到洛根圆环社区，与佛蒙特大道，13街和P街相交。在洛根圆环以东，罗得岛大道主要经过居民区，如布卢明代尔，肖和布伦特伍德社区。罗得岛大道在西北区7街和11街之间是美国29号公路，在西北区6街以东是美国1号公路的一部分。
罗得岛大道上有华盛顿地铁红线罗得岛大道-布伦特伍德站和绿线肖-霍华德大学站。
1926年，罗得岛大道从华盛顿特区延伸至马里兰州，途经雷尼尔山、布伦特伍德和北布伦特伍德。
在凯悦斯维尔市中心，罗得岛大道并入巴尔的摩大道。